# هانس آلوین
هانس اولوف یوستا آلوین (سوئدی: Hannes Olof Gösta Alfvén؛ ‏ سوئدی: [alˈve:n]؛ زادهٔ ۳۰ مه ۱۹۰۸ – درگذشته ۲ آوریل ۱۹۹۵) مهندس برق و فیزیک‌دان سوئدی بود که در سال ۱۹۷۰ برای تحقیقاتش در مورد مگنتوهیدرودینامیک، و استفاده آن در فیزیک پلاسما موفق به دریافت جایزه نوبل در فیزیک شد.
او تحصیلات خود را در رشته مهندسی برق به پایان رسانده بود و پس از آن به تحقیق و تدریس در زمینه فیزیک پلاسما و مهندسی برق مشغول شد و برای مگنتوهیدرودینامیک و موج آلوین شناخته شده‌است.